# Saison 8 de Détective Conan
 (octobre 2024).
Chronologie
Saison 7 de Détective Conan Saison 9 de Détective Conan
La saison 8 de Détective Conan a été diffusée du 6 janvier 2003 au 8 décembre 2003 (épisodes 304 à 344) sur Nippon TV. Elle est composée de 41 épisodes.
Le onzième opening (générique de début) (épisodes 271 à 305) intitulé I Can't Stop My Love for You, est interprété par la chanteuse de J-pop Rina Aiuchi. Le douzième opening (épisodes 306 à 332) intitulé Kaze no lalala, est interprété par la chanteuse de J-pop Mai Kuraki. Le treizième opening (épisodes 333 à 355) intitulé Kimi to yakusoku shita yasashii ano basho made, est interprété par le groupe de J-pop U-ka Saegusa IN dB. 
Le seizième ending (générique de fin) (épisodes 300 à 306) intitulé Overture, est interprété par le chanteur de J-rock Kōshi Inaba. Le dix-septième ending (épisodes 307 à 328) intitulé Ashita wo yumemite, est interprété par le groupe de J-pop ZARD. Le dix-huitième ending (épisodes 329 à 349) intitulé Kimi to iu hikari, est interprété par le groupe de J-pop Garnet Crow.
| No | Titre français | Titre japonais              | Titre japonais                                    | Date de 1re diffusion |
| No | Titre français | Kanji                       | Rōmaji                                            | Date de 1re diffusion |
| --- | --- | --------------------------- | ------------------------------------------------- | --------------------- |
| 304 – SP13 | Le quartier général de police tremble – Douze millions d'otages (épisode spécial de 1 heure 30) (files : 369-373/tomes : 36-37) | 揺れる警視庁 1200万人の人質 | Yureru keishichou - Sennihyakumannin no hitojichi | 6 janvier 2003        |
| Quelque temps après les attentats à la bombe pendant la parade de football, une autre bombe a détoné, blessant gravement l'inspecteur Shiratori au passage. Le coupable vise directement les forces de police, et semble être le même qui prit la vie de l'agent Matsuda, 3 ans plus tôt. Au péril de leurs vies, Conan et l'inspecteur Takagi mènent l'enquête. | |                             |                                                   |                       |
| 305 | Suspect invisible – 1re partie (files : 374-376/tome : 37)                                                                      | 見えない容疑者 (前編)       | Mienai yougisha - Zenpen                          | 13 janvier 2003       |
| 306 | Suspect invisible – 2e partie (files : 374-376/tome : 37)                                                                       | 見えない容疑者 (後編)       | Mienai yougisha - Kōhen                           | 20 janvier 2003       |
| Invité au tournage d'une série policière, Kogorō l'Endormi tombe sur une affaire d'homicide bien réelle. Mais la présence d'une amie d'enfance du grand détective sur le plateau force Conan à adapter sa méthode de résolution. | |                             |                                                   |                       |
| 307 | L'empreinte sombre - 1re partie (files : 377-379/tome : 37)                                                                     | 残された声なき証言 (前編)   | Nokosareta koenaki shougen - Zenpen               | 27 janvier 2003       |
| 308 | L'empreinte sombre – 2e partie (files : 377-379/tome : 37)                                                                      | 残された声なき証言 (後編)   | Nokosareta koenaki shougen - Kōhen                | 3 février 2003        |
| Lorsqu'un célèbre développeur de jeux vidéo disparait, c'est à l'agence du détective Môri que l'on demande de mener l'enquête. Au cours de celle-ci, Conan découvre que cet homme avait des liens avec l'organisation des hommes en noir, et parvient à mettre la main sur des informations qui peuvent s'avérer capitales. | |                             |                                                   |                       |
| 309 | Contact avec l'organisation des hommes en noir - 1re partie : Les négociations (files : 380-383/tomes : 37-38)                  | 黒の組織との接触 (交渉編)   | Kuro no soshiki to no sesshoku - Kôshôhen         | 10 février 2003       |
| 310 | Contact avec l'organisation des hommes en noir - 2e partie : La poursuite (files : 380-383/tomes : 37-38)                       | 黒の組織との接触(追跡編)    | Kuro no soshiki to no sesshoku - Tsuisekihen      | 17 février 2003       |
| 311 | Contact avec l'organisation des hommes en noir - 3e partie : Le désespoir (files : 380-383/tomes : 37-38)                       | 黒の組織との接触 (決死編)   | Kuro no soshiki to no sesshoku - Kesshihen        | 24 février 2003       |
| Après avoir récupéré des informations d'un homme ayant travaillé avec l'organisation des hommes en noir, Conan décide, avec le professeur, de leur tendre un piège. L'identité de Shuichi Akai lui est aussi révélée par Ran, qui l'avait croisé à New York. Y aurait-il un lien entre ses deux entités aussi mystérieuses que dangereuses ? | |                             |                                                   |                       |
| 312 | Le festival des poupées au soleil couchant – 1re partie (files : 384-386/tome : 38)                                             | 夕陽に染まった雛人形 (前編) | Yuuhi ni somatta hinaningyou - Zenpen             | 3 mars 2003           |
| 313 | Le festival des poupées au soleil couchant – 2e partie (files : 384-386/tome : 38)                                              | 夕陽に染まった雛人形 (後編) | Yuuhi ni somatta hinaningyou - Kōhen              | 10 mars 2003          |
| Conan et les détective juniors résolvent une affaire de vol mystérieux chez une vieille femme voulant offrir à Ayumi une collection complète de poupées. La résolution de l'enquête est facilitée par l'enquêteur de la troisième division, Momose. | |                             |                                                   |                       |
| 314 | La clôture cassée de l'observatoire                                                                                             | 壊れた柵の展望台            | Kowareta saku no tenboudai                        | 17 mars 2003          |
| 315 | Lieu exposé au soleil | 陽のあたる場所              | Hi no ataru basho                                 | 14 avril 2003         |
| 316 | Le masque du héros terni – 1re partie (files : 387-389/tome : 38)                                                               | 汚れた覆面ヒーロー (前編)   | Yogoreta fukumen hiirou - Zenpen                  | 21 avril 2003         |
| 317 | Le masque du héros terni – 2e partie (files : 387-389/tome : 38)                                                                | 汚れた覆面ヒーロー (後編)   | Yogoreta fukumen hiirou - Kōhen                   | 28 avril 2003         |
| Alors que Kogorō est invité à un match de catch pour en faire la promotion, l'un des lutteurs est assassiné. C'est au détective endormi de résoudre l'énigme du luchador masqué. | |                             |                                                   |                       |
| 318 | L'Étui à cigares porte-bonheur – 1re partie                                                                                     | 幸運のシガーケース (前編)   | Kouun no shigaa keesu - Zenpen                    | 5 mai 2003            |
| 319 | L'Étui à cigares porte-bonheuré – 2e partie                                                                                     | 幸運のシガーケース (後編)   | Kouun no shigaa keesu - Kōhen                     | 12 mai 2003           |
| 320 | L'art ninja dans la construction d'alibi                                                                                        | 忍法アリバイ工作の術        | Ninpou aribai kousaku no jutsu                    | 19 mai 2003           |
| 321 | La disparition du ravisseur en voiture – 1re partie                                                                             | 消えた誘拐逃走車 (前編)     | Kieta yuukai tousousha - Zenpen                   | 26 mai 2003           |
| 322 | La disparition du ravisseur en voiture – 2e partie                                                                              | 消えた誘拐逃走車 (後編)     | Kieta yuukai tousousha - Kōhen                    | 2 juin 2003           |
| 323 | Situation désespérée pour Heiji Hattori ! – 1re partie (files : 390-392/tome : 38)                                              | 服部平次絶体絶命! (前編)    | Hattori Heiji zettai zetsumei! - Zenpen           | 9 juin 2003           |
| 324 | Situation désespérée pour Heiji Hattori ! – 2e partie (files : 390-392/tome : 38)                                               | 服部平次絶体絶命! (後編)    | Hattori Heiji zettai zetsumei! - Kōhen            | 16 juin 2003          |
| Heiji et Kazuha étaient censés venir à l'agence Môri pendant une visite à Tokyo, mais sont en retard de plusieurs heures. Inquiets, Ran, Conan et Kogorō partent à leur recherche, sans savoir qu'ils sont retenus contre leur gré par une bande de malfrats. Mais Heiji arrive à envoyer des indices codés à Conan. | |                             |                                                   |                       |
| 325 | Le cheval rouge dans les flammes – 1re partie : Le meurtre (files : 393-397/tome : 39)                                          | 炎の中に赤い馬 (事件編)     | Honoo no naka ni akai uma - Jikenhen              | 23 juin 2003          |
| 326 | Le cheval rouge dans les flammes – 2e partie : L'investigation (files : 393-397/tome : 39)                                      | 炎の中に赤い馬 (捜査編)     | Honoo no naka ni akai uma - Sôsahen               | 30 juin 2003          |
| 327 | Le cheval rouge dans les flammes – 3e partie : La résolution (files : 393-397/tome : 39)                                        | 炎の中に赤い馬 (解決編)     | Honoo no naka ni akai uma - Kaiketsuhen           | 7 juillet 2003        |
| Heiji, Kogorō et Conan enquêtent sur un pyromane qui sévit dans Tokyo. Sur les lieux de ses crimes, un cheval rouge est retrouvé de façon systématique. L'affaire se complique quand un homme perd la vie dans l'un de ces incendies criminel. Ils vont recevoir de l'aide de l'inspecteur Yuminaga, spécialiste des enquêtes sur les incendies criminels. | |                             |                                                   |                       |
| 328 | Le mystère de l'anniversaire du vin                                                                                             | バースデー•ワインの謎       | Baasudee wain no nazo                             | 14 juillet 2003       |
| 329 | Une amitié qui ne peut être achetée avec de l'argent – 1re partie (files : 398-400/tome : 39)                                   | お金で買えない友情 (前編)   | Okane de kaenai yuujou - Zenpen                   | 28 juillet 2003       |
| 330 | Une amitié qui ne peut être achetée avec de l'argent – 2e partie (files : 398-400/tome : 39)                                    | お金で買えない友情 (後編)   | Okane de kaenai yuujou - Kōhen                    | 4 août 2003           |
| Le professeur Agasa et les détective juniors partent camper dans les montagnes. Sur le chemin, Conan en apprend un peu plus sur le passé de Haibara. Ils partagent un repas, puis une soirée avec un groupe d'étudiants, mais un cadavre est découvert. | |                             |                                                   |                       |
| 331 | Doute relevé au curry – 1re partie (files : 407-409/tome : 40)                                                                  | 疑惑の辛口カレー (前編)     | Giwaku no karakuchi karee - Zenpen                | 11 août 2003          |
| 332 | Doute relevé au curry – 2e partie (files : 407-409/tome : 40)                                                                   | 疑惑の辛口カレー (後編)     | Giwaku no karakuchi karee - Kōhen                 | 18 août 2003          |
| Alors que les Môri, Conan et Sonoko partent jouer au tennis à la campagne, le mauvais temps les force à revoir leur plans. Ils sont invités à souper chez un habitant local quand une affaire éclate. Une extinction de voix empêche Kogorō l'Endormi d'apparaitre obligeant Conan à se montrer créatif pour partager ses déductions. | |                             |                                                   |                       |
| 333 | Princesses semblables – 1re partie (files : 413-416/tomes : 40-41)                                                              | 似た者プリンセス (前編)     | Nitamono purinsesu - Zenpen                       | 25 août 2003          |
| 334 | Princesses semblables – 2e partie (files : 413-416/tomes : 40-41)                                                               | 似た者プリンセス (後編)     | Nitamono purinsesu - Kōhen                        | 1er septembre 2003    |
| Alors que Kogorō est ivre mort à l'agence, Eri Kisaki doit résoudre une enquête à sa place pour éponger les dettes d'argent qu'il a contractées. Une fois arrivés à la maison du client, Eri, Ran et Conan rencontrent la mère de Shinichi, Yukiko. Une rivalité ancienne se dévoile. | |                             |                                                   |                       |
| 335 | Le secret du film Touto – 1re partie (files : 417-419/tome : 41)                                                                | 東都現像所の秘密 (前編)     | Touto genzoujo no himitsu - Zenpen                | 8 septembre 2003      |
| 336 | Le secret du film Touto – 2e partie (files : 417-419/tome : 41)                                                                 | 東都現像所の秘密 (後編)     | Touto genzoujo no himitsu - Kōhen                 | 15 septembre 2003     |
| De passage en ville, Yukiko profite de sa renommée d'actrice pour offrir aux détective juniors des places pour une séance exclusive du dernier opus d'un film à sensations qu'ils affectionnent. Cependant, les dernières retouches prennent plus de temps que prévu, et les enfants font une sieste chez l'un des techniciens. Mais un crime terrible surgit dans la nuit. De plus, Conan et Haibara sont inquiets car ils ont remarqué durant la journée qu'une voiture étrange les suivaient. | |                             |                                                   |                       |
| 337 | Les circonstances cachées de l'accident                                                                                         | 転落事件の裏事情            | Tenraku jiken no ura jijou                        | 13 octobre 2003       |
| 338 | Les quatre Porsche – 1re partie (files : 420-422/tome : 41)                                                                     | 4台のポルシェ (前編)        | Yon dai no Porushe - Zenpen                       | 20 octobre 2003       |
| 339 | Les quatre Porsche – 2e partie (files : 420-422/tome : 41)                                                                      | 4台のポルシェ (後編)        | Yon dai no Porushe - Kōhen                        | 27 octobre 2003       |
| Haibara Ai est tombé malade, et s'inquiète de l'homme mystérieux qui les suivaient elle et Conan quelques jours plus tôt. Le professeur et le jeune détective tentent désespérément de lui trouver un médecin, et le sort les conduit jusque dans un centre commercial comprenant une clinique. Dans ce magasin, ils tombent nez-à-nez avec Ran, Sonoko et le professeur Jodie. Malencontreusement, Conan est filmé par une caméra de télévision, et essaye de partir au plus vite de peur d'avoir divulgué leur emplacement aux hommes les recherchant. Cependant, un éclate dans le parking du centre commercial. | |                             |                                                   |                       |
| 340 | Le secret caché dans les toilettes – 1re partie (files : 423-425/tomes : 41-42)                                                 | トイレに隠した秘密 (前編)   | Toire ni kakushita himitsu - Zenpen               | 3 novembre 2003       |
| 341 | Le secret caché dans les toilettes – 2e partie (files : 423-425/tomes : 41-42)                                                  | トイレに隠した秘密 (後編)   | Toire ni kakushita himitsu - Kōhen                | 10 novembre 2003      |
| Ai est encore alitée à la suite de sa fièvre de l'affaire précédente. Elle insiste cependant pour accompagner le professeur Agasa et Conan chez un ancien collègue de son père, dans l'espoir de trouver des indices sur l'organisation des hommes en noir. Arrivés sur place, ils apprennent que la sœur de Ai, Akemi, a eu un comportement étrange dans la maison qu'ils visitent. La mort d'un des résidents les force à agir de façon discrète. | |                             |                                                   |                       |
| 342 – SP14 | La nouvelle mariée de Huis Ten Bosch (épisode spécial de 45 minutes)                                                            | ハウステンボスの花嫁        | Hausu ten bosu no hanayome                        | 17 novembre 2003      |
| 343 | Le piège de la supérette – 1re partie (files : 426-428/tome : 42)                                                               | コンビニの落とし穴 (前編)   | Konbini no otoshiana - Zenpen                     | 1er décembre 2003     |
| 344 | Le piège de la supérette – 2e partie (files : 426-428/tome : 42)                                                                | コンビニの落とし穴 (後編)   | Konbini no otoshiana - Kōhen                      | 8 décembre 2003       |
| La professeur d'anglais Jodie Saint-Émilion annonce sa démission de l'école Teitan. Alors que Sonoko et Ran préparent son départ à une supérette, une de leur camarade de classe est accusée de voler dans le magasin, où elle travaille. Convaincue de son innocence, Ran mène l'enquête en solo. Jodie, présente sur les lieux, se remémore son passé. | |                             |                                                   |                       |